# Cacosternum capense
Cacosternum capense é uma espécie de anfíbio da família Petropedetidae.
É endémica da África do Sul.
Os seus habitats naturais são: matagais mediterrânicos, campos de gramíneas subtropicais ou tropicais secos de baixa altitude, marismas de água doce, marismas intermitentes de água doce, terras aráveis, pastagens e canals e valas.
Está ameaçada por perda de habitat.